# (23477) Wallenstadt
(23477) Wallenstadt est un astéroïde de la ceinture principale.

## Description
(23477) Wallenstadt est un astéroïde de la ceinture principale. Il fut découvert le 18 novembre 1990 à La Silla par Eric Walter Elst. Il présente une orbite caractérisée par un demi-grand axe de 2,69 UA, une excentricité de 0,12 et une inclinaison de 12,5° par rapport à l'écliptique.

## Compléments